# Couepia trapezioana
Couepia trapezioana är en tvåhjärtbladig växtart som beskrevs av José Cuatrecasas. Couepia trapezioana ingår i släktet Couepia och familjen Chrysobalanaceae. Inga underarter finns listade i Catalogue of Life.